# Рамон Мунтанер
Рамон Мунтанер (кат. Ramon Muntaner) рођен је у Перлади 1265. а умро је на Ибизи, 1336. Био је каталонски војник и писац. Најважније дело је Хроника која обухвата период од зачећа Ђаумеа Освајача (1207), до крунисања Алфонса IV од Арагона (1328).
Био је члан Каталонске дружине, пешадијског одреда састављеног од арагонских и каталонских плаћеника, популарно званих алмогавери, који су служили под арагонском сењером и били верни поданици Круне Арагона. Такође је учествовао у алмогаверској авантури на Истоку, те је у својој хроници описао догађаје везане за борбу алмогавера против Турака у служби византијског цара, издају и убиство Руђера де Флора, вође алмогавера, као и каснијих догађаја који су у историји и народном предању познати као "каталонска освета".

## Хроника
Мунтанер је написао Хронику за нешто више од три године. Писана је у првом лицу, и користи једноставан стил, без много реторике. Захваљујући томе што је био и сам алмогавер, присуствовао је многим догађајима описаним у свом делу. Хроника је пуна историјских података, и претворила се у неизоставни и веома битан елеменат у анализи историје Арагона тог доба.